# 顔にやさしく
『顔にやさしく』（かおにやさしく）は、水中、それは苦しいのスタジオ・アルバム。

## 収録曲
全作詞・作曲：ジョニー大蔵大臣、編曲：水中、それは苦しい（9のみ作曲：フェリックス・メンデルスゾーン）
1. もげもげ先輩 (1:22)
2. まんがで読む日本の北斗の件〜第一章「フランダースのフトシ」 (1:34)
3. オー・マイ・リトル・スペイン (0:40)
4. 安めぐみのテーマ (3:14)
安めぐみのテーマソング。
5. 鹿の大群VS鹿 (2:18)
6. ベア川哲也 (1:25)
曲名は熊川哲也から。
7. ますだベーションおかだ (2:03)
曲名はますだおかだ+マスターベーション。
8. ダクフ株式会社のCMソング (0:39)
9. サンダーウエディング (5:39)
司会：ジョニー大蔵大臣
10. カミングアウトの撤回 (6:17)
11. ドラゴン・ボーイ (0:18)
12. ガッツいちもつ2006 (1:57)
13. サンダーレイプ (6:02)
14. サンダーレイプ〜雅（みやび） (6:01)
15. サンダーレイプ〜宴（うたげ） (6:03)